# Kazimierz Poczmański
Kazimierz Ludwik Poczmański (ur. 1900 w Warszawie, zm. 12 października 1982 tamże) – polski  malarz.
W roku 1920 zgłosił się jako ochotnik do wojska polskiego. W latach 1922–1931 studiował na Akademii Sztuk Pięknych w Warszawie u prof. Tadeusza Pruszkowskiego. W latach 1936–1939 był członkiem Warszawskiego Towarzystwa Artystycznego. W roku 1937 jego obraz wystawiony w Salonie Towarzystwa Zachęty Sztuk Pięknych został nagrodzony brązowym medalem. W okresie okupacji w swojej pracowni przechował dwie Żydówki, z których jedna została jego żoną. Od roku 1956 był członkiem, a od roku 1964 prezesem Grupy „Zachęta”. W roku 1960 wskutek załamania nerwowego zniszczył ok. 40 własnych obrazów.
Malarstwo Kazimierza Poczmańskiego stylistycznie nawiązuje do malarstwa połowy XIX wieku. Tworzył portrety, martwe natury oraz krajobrazy (szczególnie z Kazimierza Dolnego i Tatr).